# Friedrich Traulsen
Friedrich Traulsen (auch Fried Traulsen; * 15. April 1887 in Flensburg; † 23. März 1979 in Witzhave) war ein deutscher Maler, Grafiker und Radierer.

## Leben und Werk
Friedrich Traulsen wurde in Flensburg geboren und lebte in Hamburg. Er war von 1919 bis 1953 Mitglied im Altonaer Künstlerverein und ab 1939 dessen Schriftführer. Er stellte vielfach im Altonaer Künstlerverein aus.
Sein Werk umfasst eine große Anzahl von Grafiken, wie zum Beispiel Radierungen, Lithografien und Gemälde.

## Ausstellungen (Auswahl)
Gruppenausstellungen
- 1919: Ausstellung im Altonaer Museum, Teil 1
- 1919: Ausstellung im Altonaer Museum, Teil 2
- 1924: Ausstellung im Altonaer Museum
- 1925: Juryfreie Ausstellung im Altonaer Museum
- 1929: Kunstausstellung Altona 1929, veranstaltet vom Altonaer Künstlerverein in der Ausstellungshalle an der Flottbeker Chaussee (heute Elbchaussee), Altona[4]
- 1932: Ausstellung Neues Wohnen in der Ausstellungshalle an der Flottbeker Chaussee (heute Elbchaussee), Altona